# 第1高射特科大隊
第1高射特科大隊（だいいちこうしゃとっかだいたい、JGSDF 1st Antiaircraft Artillery Battalion）は、静岡県御殿場市の駒門駐屯地に駐屯する陸上自衛隊第1師団隷下の高射特科部隊である。

## 沿革
第61連隊第5大隊
- 1950年（昭和26年）5月1日：警察予備隊第1管区隊第61連隊第5大隊として豊川駐屯地において編成完結。
- 1953年（昭和28年）3月9日：第61連隊第5大隊が豊川駐屯地から宇都宮駐屯地へ移駐。

第1特科連隊第5大隊
- 1954年（昭和29年）7月1日：陸上自衛隊発足により、第61連隊第5大隊が第1特科連隊第5大隊に改称。

第1特科連隊第6大隊
- 1962年（昭和37年）1月18日：第1管区隊の第1師団への改編に伴い、第1特科連隊第5大隊が第1特科連隊第6大隊に改編。
- 1968年（昭和44年）3月25日：第1特科連隊第6大隊が宇都宮駐屯地から駒門駐屯地に移駐。
- 1974年（昭和49年）3月26日：35mm2連装高射機関砲 L-90の配備に伴い、改編。

第1高射特科大隊
- 1992年（平成04年）3月27日：第1特科連隊第6大隊が第1高射特科大隊として分離・独立、第1師団直轄となる。
- 2002年（平成14年）3月27日：後方支援体制変換に伴い、整備部門を第1後方支援連隊第2整備大隊高射直接支援隊へ移管。
- 2020年（令和02年）3月26日：部隊改編

1. 第1高射中隊を指揮情報中隊に改編。
2. 第2高射中隊を高射中隊に改編。

## 警備隊区
神奈川県西部。
（神奈川県小田原市、南足柄市、足柄上郡中井町、足柄上郡大井町、足柄上郡松田町、足柄上郡山北町、足柄上郡開成町、足柄下郡箱根町、足柄下郡真鶴町、足柄下郡湯河原町）

## 部隊編成
- 第1高射特科大隊本部
- 本部管理中隊「1高-本」
- 指揮情報中隊「1高-指」：93式近距離地対空誘導弾、対空レーダ装置 JTPS-P14、低空レーダ装置 JTPS-P18
- 高射中隊「1高-高」：81式短距離地対空誘導弾

## 整備支援部隊
- 第1後方支援連隊第2整備大隊高射直接支援隊「1後支-2整-高直支」（駒門駐屯地）：2002年（平成14年）3月27日から

## 廃止（改編）部隊
- 2020年（令和 2年）3月25日廃止
  - 第1高射中隊「1高-1」（駒門駐屯地）：指揮情報中隊に改編。
  - 第2高射中隊「1高-2」（駒門駐屯地）：高射中隊に改編。

## 主要装備
- 81式短距離地対空誘導弾
- 93式近距離地対空誘導弾
- 対空レーダ装置 JTPS-P14
- 低空レーダ装置 JTPS-P18
- 1/2tトラック / 73式小型トラック
- 1 1/2tトラック / 73式中型トラック
- 3 1/2tトラック / 73式大型トラック
- 89式5.56mm小銃